# Departamento San Javier (Santa Fe)
San Javier es un departamento en la provincia de Santa Fe, Argentina. Está subdividido en 2 municipios y 4 comunas.

## Demografía
Cuenta con 33,274 habitantes (Indec, 2022), lo que representa un leve incremento frente a los 30,959 habitantes (Indec, 2010) del censo anterior.
| Gráfica de evolución demográfica de Departamento San Javier entre 1895 y 2022 |
|                                                                               |
| INDEC                                                                         |

La población se encuentra repartida en 16 887 mujeres y 16 387 hombres, con un índice de masculinidad de 97,0 hombres por cada 100 mujeres. 
La edad mediana de la población es de 30 años (31 años entre las mujeres y 29 años entre los hombres).
El 10,4% de la población tiene más de 65 años (frente al 8,5% en 2010), y el 2,2% de la población tiene más de 80 años (frente al 1,8% en 2010)
De las personas residentes en el departamento, unas 2 016 (6,0% del total departamental) nacieron en otra provincia, y unas  95 (0,3% del total departamental) lo hicieron fuera del país, siendo los grupos de inmigrantes más numerosos los provenientes de:
- Colombia: 10 personas
- Bolivia: 9 personas
- China: 9 personas
- Paraguay: 9 personas
- Brasil: 4 personas

## Distritos
| Municipio  | Población municipio (2010) | Población localidad (2010) |
| ---------- | -------------------------- | -------------------------- |
| San Javier | 16.449                     | 13.604                     |
| Romang     | 8.543                      | 7.755                      |

| Comuna              | Población comuna (2010) | Población localidad (2010) |
| ------------------- | ----------------------- | -------------------------- |
| Alejandra           | 4.161                   | 2.962                      |
| Cacique Ariacaiquín | 361                     | 142                        |
| Colonia Durán       | 855                     | 183                        |
| La Brava            | 590                     | 329                        |